# Арвіда Бістрем
Арвіда Бістрем (швед. Arvida Byström; нар. 4 жовтня 1991, Стокгольм) — шведська феміністська фотографка та модель. Працює в Лос-Анджелесі, Лондоні та Стокгольмі. Темами її робіт і колаборацій з іншими мисткинями є цензурування жіночої тілесності та сексуальності. Співпрацює з численними журналами, такими як Nasty Gal, Monki, Wonderland Magazine, Lula Magazine, Vice, Rookie mag, Garage magazine, Baby Baby Baby magazine та I heart magazine.

## Життєпис
Бістрем почала займатися художньою фотографією у 12 років. Свої перші роботи викладала на Tumblr.17 травня 2012 року у журналі «Vice» опублікована її серія фотографій під назвою «There Will Be Blood» (Там буде кров), у якій вона оспівує жіноче тіло.
Згодом Арвіда Бістрем переїхала зі Стокгольма, де жила з батьками, у Лондон, щоб стати самостійною. Вона зробила свою першу знімків серію для журналу «Monki» і створила власну галерею, GAL, спільно з подругою, фотографкою Ганною Антонссон.
У 2015 році її роботи опубліковані у книзі «Babe», в якій представлені твори 30 сучасних художниць. Кураторкою книги стала Петра Коллінз. У тому ж році Бістрем взяла участь у виставці «Girls At Night On The Internet», кураторкою якої була Грейс Міцелі. У виставці взяли участь також художниці Петра Коллінз, Молі Сода та Меггі Данлап.
Будучи зіркою Instagram, Бістрем з художницею Молі Содою вирішила створити книгу про цензуру в Instagram. Книгу назвали «Pics or It Didn't Happen: Images Banned From Instagram». Книга вийшла в березні 2017 року та демонструє переважно фотографії жіночих тіл, які Instagram видалив.
Бістрем підтримує бодіпозитивний рух «без гоління». 2017 року взяла участь у новій кампанії Adidas, де продемонструвала нові кеди. Після цього у своєму Instagram вона опублікувала фото, на якому позує в кросівках бренду із неголеними ногами.